# Процес знищення
Процес знищення (ісп. La Cucaracha) — американський фільм 1998 року.

## Сюжет
У всьому наслідуючи свого кумира, Ернеста Хемінгуея, початківець письменник Волтер Пул їде до Мексики. Однак там він стає жертвою пограбування. Про літературу доводиться забути, а всі сили кинути на боротьбу за виживання. Живучи в напівзруйнованій халупі, Волтер мріє про славу та багатство. Несподівано йому пропонують заробити солідні гроші, зробившись найманим вбивцею.

## У ролях
| Актор              | Роль              |
| ------------------ | ----------------- |
| Ерік Робертс       | Волтер Пул        |
| Жоакім де Алмейда  | Хосе Герра        |
| Віктор Ріверс      | Герберто Ортега   |
| Джеймс МакМанус    | Луї Грейвс        |
| Тара Креспо        | Лурдес Агірре     |
| Майкл Пенья        | санітар           |
| Енріке Рінальдо    | Мануель           |
| Аікса Мальдонадо   | жінка пацієнт     |
| Ана Мерседес       | власник готелю    |
| Фелісія Камріані   | дружина Луї       |
| Армандо Хосе Дюран | федерал           |
| Алехандро Патіно   | продавець фруктів |
| Фред Херрера       | Трубадури Маріачі |
| Феліпе Де Ла Роза  | Трубадури Маріачі |
| Ансельмо Рівера    | Трубадури Маріачі |
| Маго Мендоза       | Трубадури Маріачі |
| Джозеф Брулей      | Трубадури Маріачі |